# François Deruyts
François Deruyts (Lieja 19 de febrero de 1864-ibíd., 23 de febrero de 1902), fue un matemático al igual que su hermano menor Joseph Gustave Jacques Deruyts. Cursó sus estudios secundarios en el Koninklijk Atheneum van Luik (Ateneo Real de Lieja).
Posteriormente, se inscribió en la Universidad de Lieja doctorándose en ciencias física y matemática en marzo de 1887.
Fue asistente en esa Universidad de los cursos de Mecánica aplicada y Física industrial entre los años 1889-1895.
En 1892 se desempeña como profesor asistente en Cálculo de Probabilidad y Mecánica Analítica, encargado del curso de Geometría superior en 1896 y nombrado profesor ordinario el mismo día de su muerte.

## Trabajo
Desarrolló trabajos teóricos sobre geometría algebraica, presentando sus resultados al Concurso Universitario 1889-1890, sorprendiendo favorablemente por la madurez de su espíritu pese a la juventud del autor.
Algunos trabajos académicos del autor son:
- Sur la correspondance homographique entre les éléments de deux espaces linéaires quelconques [S.l.n.d.?] 4°
- Sur la théorie des involutions... Bruxelles, in-8°
- Génération d'une surface du troisième ordre... Bruxelles, in-8°
- Mémoire sur la théorie de l'involution et de l'homographie unicursale, Bruxelles : impr. de F. Hayez, 1891, In-8° , 208 p. (Extrait des "Mémoires de la Société royale des sciences de Liège". 2e série. T. XVII)